# واشقان (فراهان)
واشقان روستایی در دهستان فشک، شهرستان فراهان، استان مرکزی ایران است. زبان مردم این روستا، زبان خلجی می باشد.

## جمعیت
بر پایه سرشماری عمومی نفوس و مسکن در سال ۱۳۹۵ جمعیت این مکان ۱۵۰۰ نفر (۳۵۰خانوار) بوده‌است.
۱۴۰۰    ۳۰